# Araméens aux Pays-Bas
Les Araméens aux Pays-Bas forment un groupe de population ethnico-culturelle d'environ 30 000 personnes. La plupart vivent en Twente, dans l'est des Pays-Bas, mais il y a aussi des Araméens qui se sont installés à Amsterdam et dans les environs. Ces Araméens, qui s'identifient également comme syriaques (à ne pas confondre avec Syriens arabes) ou Suryoye, viennent de Turquie, de Syrie, du Liban ou d'Irak et sont venus aux Pays-Bas à cause de l'oppression dans leurs patries.

## Venir aux Pays-Bas
Après la Seconde Guerre mondiale, l'Europe de l'Ouest a fait appel à des travailleurs étrangers. Entre 1965 et 1975, des dizaines de travailleurs araméens sont venus travailler dans le secteur industriel textile dans la région de la Twente, notamment dans les villes d'Enschede, Hengelo, Oldenzaal et également dans des villes comme Amsterdam et Amersfoort.
Après 1975, les Araméens arrivés aux Pays-Bas étaient principalement des réfugiés politiques en raison des tensions croissantes entre le gouvernement turc et les Kurdes du PKK dans la région de Tur Abdin. Le 13 avril 1979, environ 350 Araméens occupent la cathédrale Saint-Jean de Bois-le-Duc puisqu'ils étaient menacés d'expulsion. L'occupation ne devait durer que le week-end de Pâques mais durera finalement 93 jours avant que le gouvernement néerlandais ne décide de donner un statut aux réfugiés. Les Araméens de Turquie, tout comme les Arméniens qui ont fui la Turquie, sont devenus connus sous le même nom de « Turcs chrétiens »,. À partir des années 1980 et 1990, les Araméens sont surtout venus de la Syrie puis, après la première et la seconde guerre du Golfe, de l'Irak.
Au plus fort du flux de réfugiés araméens[Quand ?], deux femmes araméennes, Yildiz Saado et Mariam Youssef, ont été arrêtées puis, avec la fille de cinq ans de Yildiz, renvoyées par avion à Damas. Les familles des deux femmes sont restées aux Pays-Bas et se sont cachées. Une autre fille de Yildiz, Carolien Saado, a été invitée par plusieurs médias néerlandais, dont le Jeugdjournaal , le NOS Journaal et Sonja op donderdag . Sa vie a été enregistrée dans un documentaire du VPRO. Un groupe de journalistes qui voulaient rendre compte de l'expulsion a été violemment expulsé par la police de la zone d'attente de l'avion. Par peur, 80 familles araméennes se sont cachées dans des églises dans tout le pays, où des bénévoles leur tenaient compagnie. La secrétaire d'État Virginie Korte-van Hemel a annoncé que quiconque aidait les chrétiens araméens avait commis une infraction pénale en aidant les immigrants illégaux à se cacher. Au bout de neuf mois, les trois Araméennes expulsées ont été ramenés pour retrouver leurs familles et, comme tous les autres Araméens, ont obtenu un statut aux Pays-Bas.
En 1981, la Suryoye Aramean Federatie Netherland, la première organisation araméenne, a été fondée à Enschede afin de fournir de l'aide dans les procédures d'asile et favoriser l'intégration dans la société néerlandaise tout en conservant leur propre identité, langue et culture. L'intégration araméenne aux Pays-Bas se déroule bien.
La crise migratoire en Europe des années 2010 a amené d'autures Araméens aux Pays-Bas. Plus de 600 d'entre eux ont été reçus à Enschede

## Culture
La communauté araméenne des Pays-Bas est une minorité bien organisée, avec des associations culturelles et sociales dans les lieux où elle s'est installée. 

### Religion
Les Araméens sont un peuple à prédominance chrétienne, dont la plupart aux Pays-Bas appartiennent à l'Église syriaque orthodoxe. Les Pays-Bas ont une Église catholique syrienne et onze paroisses orthodoxes syriennes, dont huit sont en Twente et un monastère orthodoxe syrien, qui possède le plus grand complexe de caveaux funéraires en Europe.

### Langue
La langue est un liant important. Les générations plus âgées ne parlent souvent pas couramment le néerlandais et s'expriment mieux en araméen, langue qui est utilisée également pour communiquer avec la famille dans d'autres pays. Les Araméens essaient de transmettre leur langue à leurs descendants au moyen d'une école du dimanche où l'araméen est enseigné dans l'une des paroisses.
Jusqu'en 2004, les immigrants de l'école primaire apprenaient leur propre enseignement après l'école langue maternelle, qui incluait également les Araméens. En 2004, le gouvernement a décidé que l'enseignement des langues des immigrés dans l'éducation serait aboli.

## Économie
Par rapport aux autres minorités ethniques des Pays-Bas, les Araméens sont plus instruits, plus performants sur le marché du travail et mieux intégrés. Les première et deuxième générations sont principalement des entrepreneurs et ont souvent leur propre entreprise.

## Organisations
L'association culturelle syriaque orthodoxe déjà mentionnée (Enschede, 1981) a formé en 1989 avec d'autres associations un parapluie national la Fédération syriaque araméenne des Pays-Bas (SAFN), qui en 1993 après de nouvelles fusions est le Plate-forme Aram. Cette organisation est affiliée au parapluie international du Conseil mondial des Araméens (Syriaques).
Aux Pays-Bas, l'un des objectifs des organisations araméennes est de reconnaître le génocide dans l'Empire ottoman sur les Araméens en tant que tel. En 2015, un documentaire sur ce génocide, Le génocide oublié des Araméens, a été diffusé à la télévision. Des livres ont également été publiés sur ce génocide, tels que Le génocide des Araméens en bref.

## Araméens néerlandais
- Christian Cicek
- Chris David
- Gaby Jallo
- Simon Sulaiman
- Jasar Takak